# Cheilosia yamashirocusis
Cheilosia yamashirocusis là một loài ruồi trong họ Ruồi giả ong (Syrphidae). Loài này được Matsumura miêu tả khoa học đầu tiên năm ra ?. Cheilosia yamashirocusis phân bố ở vùng Cổ Bắc giới